# HTML-redigeringsprogram
HTML-redigeringsprogram eller HTML-redigerare, ett datorprogram för att skapa webbsidor i HTML. Visserligen kan HTML-kod skrivas med vilket textredigeringsprogram som helst, men specialiserade HTML-redigeringsprogra tillhandahåller speciella verktyg och funktioner som underlättar skapandet av webbsidor. Till exempel arbetar många HTML-redigeringsprogram inte bara med HTML utan även med besläktade teknologier som CSS, XML och JavaScript eller ECMAScript. I vissa fall kan de också kommunicera med webbservrar via FTP och WebDAV, och versionshanteringssystem såsom CVS eller Subversion.

## Redigeringsprogram
- Adobe Dreamweaver
- Microsoft Frontpage

### Fria
- Amaya
- Aptana
- Bluefish
- FCKeditor
- Nvu
- Quanta Plus
- TinyMCE